# Aqua Regia (Cómic)
Aqua Regia  es una serie argentina de historieta de ciencia ficción del género ciberpunk creada por el ilustrador Fluhor, y publicada en la plataforma digital INKR. Originalmente publicada en la difunta página Manga Rock, gozó de un breve flash de popularidad en su momento, pero la página cerró a los pocos días y se perdió aquella versión. Se volvió a publicar en INKR, con regularidad mensual.
De carácter satírico por momentos, artísticamente está fuertemente inspirada en las historietas de los 80 y de los 90, tanto occidentales como japonesas.
Los capítulos y diseños remiten a la estética del rock de aquellas épocas; lo mismo en cuanto a nombres, personajes y afines, aunque tiene referencias a bandas más modernas.

## Argumento
La historia se desarrolla en el año 2054, en una Argentina sumida en la dictadura. cuenta la historia de Daniel Dietrich, un mercenario tratando de vivir de la mejor manera en la distopía dictatorial, trabajando de guardaespaldas, seguridad o soldado, dependiendo de quién lo contrate. Un día, luego de frustrar un asalto en un mercadito, malherido, pierde el conocimiento luego de haber salvado a la gente de aquel lugar, siendo posteriormente encontrado y rescatado por una misteriosa mujer que viste una armadura cubierta en cuero negro. Al despertar en un lugar que asemeja a una sala de hospital, la misteriosa mujer le ofrece unirse a su resistencia para crear una revolución y derrocar la actual dictadura bajo la amenaza de que si no colabora, hará detonar el collar bomba que le colocó mientras estaba inconsciente, sin mencionar que ella conoce bastante el pasado de Daniel. Habiendo conseguido que acepte, ella lo interroga para conocer más de él, con el pretexto de que no le hará daño si coopera.

## Arcos
La historia está compuesta de dos marcados arcos narrativos, diferenciados entre sí:
- Prólogo - A.D. 2054: La historia comienza en el año 2054, mostrando un poco la vida de Daniel y del resto de la población subsistiendo en la Argentina dictatorial.
- Juventud de Daniel y sus inicios como mercenario - A.D. 2047: Este arco comienza en el capítulo 4  y narra la vida de Daniel como un adolescente común y corriente, su familia afectiva y el contraste que este hace con su actual vida como un brutal vigilante y mercenario. También se nos relata cómo es reclutado al ejército, casi como si fuera arrancado de su familia, el momento en el que conoce a su novia Anahí e incluso cómo adquiere su característica cicatriz. Luego de haber servido en el servicio militar obligatorio, él y su novia trabajan como personal de seguridad y camarera respectivamente en una discoteca llamada Le Perv, la cual es en realidad una pantalla para encubrir una organización de mercenarios con base de operaciones en dicha discoteca, siendo regulados y rindiendo cuentas al Ejército Argentino.